# 제시카 스트로프
제시카 스트로프(Jessica Stroup, 1986년 10월 23일 ~ )은 미국의 배우이다. 《90210》(2008-13)의 에린 실버 역, 《팔로잉》(2014-15)의 맥스 하디 역, 마블 시네마틱 유니버스를 배경으로 하는 《아이언 피스트》(2017-18)의 조이 미첨 역으로 알려져 있다.

## 출연 작품

### 영화
- 뱀파이어 배트 (2005, Vampire Bats)
- 스쿨 포 스카운드럴 (2006)
- 브로큰 (2006, Broken)
- 디스 크리스마스 (2007, This Christmas)
- 힐즈 아이즈 2 (2007)
- 프롬 나이트 (2008)
- 인포머스 (2008)
- 홈커밍 (2009)
- 19곰 테드 (2012)

### 텔레비전
- 그레이 아나토미 (2007)
- 리퍼 (2007-08)
- 90210 (2008-13)
- 팔로잉 (2014-15)
- 아이언 피스트 (2017-18)